# محسن باباصفری
محسن باباصفری (زادۀ ۷ تیر ۱۳۶۶) بازیکن و کاپیتان تیم ملی هندبال ایران است. او هم اکنون در تیم باشگاه هندبال بوزائو رومانی بازی میکند.